# Distrito de Kibaale
Kibaale, a veces Kibale, es un distrito en Uganda occidental. Como otros distritos de Uganda, se nombra igual que su principal ciudad, Kibaale. El distrito de Kibaale posee fronteras con el distrito de Hoima en el norte, Kiboga y Mubende en el este, Kabarole y Kyenjojo en el sur y Bundibugyo y el lago Alberto en el oeste. El distrito de Kibaale se estira hacia la meseta central en una altitud de 680 a 1500 metros sobre el mar. El clima es tropical con precipitaciones relativamente continuas que oscilan entre 1000 milímetros a 1500 milímetros sobre dos estaciones agrícolas productivas. Las estaciones lluviosas tienen lugar entre septiembre a diciembre, y en mayo se interrumpen por dos períodos secos.

## Historia
El distrito de Kibaale es parte del reino antiguo de Bunyoro, y a la parte de un área conocida como el “Lost Counties”. Con Uganda el acuerdo 1900 definió los límites del reino de Buganda, incluyendo las partes importantes de Bunyoro del sur y al este del río Kafu. El área pronto se conocía como el "Lost Counties". Los condados fueron incluidos como elemento territorial sub-nacional del reino de Buganda. La administración de "Lost Counties" así como Bunyoro fue modelada en el sistema político de Buganda y bajo dirección de los jefes de Baganda. Además Baganda llevó a cabo posiciones políticas y administrativas. Baganda también controló escuelas e iglesias en "Lost Counties", y el luganda era la única lengua materna permitida en instituciones públicas. Buganda estaba en el centro de la colonia mientras que Bunyoro permanecía como territorio subsidiario. Después de un referéndum en 1964 los condados de Buyaga y de Bugangaizi, el actual distrito de Kibaale, fueron vueltos de Buganda al reino de Bunyoro, y posteriormente del control de administración político de Baganda pasó a las manos de Banyoro. El Presidente Milton Obote suprimió los reinos en 1967, pero los condados seguían siendo parte del distrito de Bunyoro. En 1974 Bunyoro fue dividido en Bunyoro del norte y Bunyoro del sur, que fueron retitulados los distritos de Hoima y de Masindi en el año 1980. En 1991 Buyaga y Bugangaizi se separaron del distrito de Hoima y se convirtieron en distrito de Kibaale.

## Situación Actual
Kibaale consiste actualmente en tres condados, que tienen un centro comercial. Kibaale es el establecimiento más grande del condado de Buyaga. La ciudad principal en el distrito es consejo de la ciudad de Kagadi, aunque Kibaale es la localización de las jefaturas del distrito. Un camino principal fue construido en 1997, como resultado de la cooperación entre los gobiernos de Uganda e Irlanda. El camino conecta las ciudades de Mubende, Kakumiro, Kibaale y Kagadi.
En 2002 el distrito tenía una población de 412.427 habitantes. Kibaale es un distrito social heterogéneo con más de 32 grupos étnicos registrados, pero solamente la mitad de la población es Banyoro y el resto es de origen inmigrante. Casi un 60% de la población es católica, un 30% pertenece a la iglesia de Uganda, y un 3% son musulmanes, el resto se distribuye en otras creencias. El distrito es como la mayor parte de Uganda occidental, rural, con una densidad demográfica media de alrededor 100 personas por cada kilómetro cuadrado. Solamente cerca de 1% de los habitantes viven en establecimientos urbanos.
- Datos: Q604966
- Multimedia: Kibaale District / Q604966